# Apium insulare
Apium insulare là một loài thực vật có hoa trong họ Hoa tán. Loài này được P.S.Short mô tả khoa học đầu tiên năm 1979.